# Lockport (City, New York)
Lockport ist eine US-amerikanische Stadt und County Seat des Niagara County des Bundesstaats New York. Das U.S. Census Bureau hat bei der Volkszählung 2020 eine Einwohnerzahl von 20.876 ermittelt.
Sie ist Teil der Buffalo-Niagara Falls Metropolitan Statistical Area. Sie ist nach einer Reihe von Eriekanal-Schleusen (im englischen Lock) innerhalb der Stadt benannt. Die City Lockport ist nicht mit der gleichnamigen Town Lockport zu verwechseln, welche die Stadt umschließt.

## Geschichte
Die Legislative des Staates New York genehmigte den Bau des Eriekanals im April 1816. Die von den Vermessungsingenieuren vorgeschlagene Route sollte ein Gebiet im zentralen Niagara County durchqueren, das damals als „unzivilisiert“ galt und frei von weißen Siedlern war. Die nächstgelegenen Siedler befanden sich zu dieser Zeit im nahegelegenen Cold Springs. Als bekannt wurde, wo der geplante Kanal gebaut werden sollte, begannen Landspekulanten, große Grundstücke entlang und in der Nähe der geplanten Kanaltrasse zu kaufen. Im Dezember 1820, als die genaue Lage der Stufenschleusen festgelegt war, gehörte das Gebiet, das zu Lockport werden sollte, nur fünfzehn Männern, von denen viele Quäker waren.
Der Kanal erreichte Lockport im Jahr 1824, aber die Fünf-Schleusen-Anlage wurde erst 1825 fertiggestellt. Um 1829 war Lockport ein etabliertes Dorf. Die Gemeinde konzentrierte sich auf die Schleusen und bestand hauptsächlich aus eingewanderten schottischen und irischen Kanalarbeitern, die als Arbeitskräfte angeworben wurden. Die Arbeiter blieben nach der Fertigstellung der Schleusen in Lockport und gaben der Stadt einen starken keltischen Einfluss, der noch heute erkennbar ist, besonders in den Vierteln Lowertown und North Lockport.
Die Stadt Lockport wurde im Jahr 1865 gegründet und eingemeindet.
Der Eriekanal wurde 1918 durch den größeren New York State Barge Canal ersetzt, und die berühmte südliche „Fünferschleuse“ wurde durch zwei viel größere Schleusen E34 und E35 ersetzt. Die nördliche flight of five-Schleusenkammer ist immer noch als Überlaufweg erhalten.

## Demografie
Nach der Volkszählung von 2010 leben in Lockports 21.165 Menschen in 9.153 Haushalten und 5.172 Familien. Auf die Fläche der Stadt verteilt befinden sich 10.092 Wohneinheiten. Die Bevölkerung teilt sich auf in 87,5 % Weiße, 7,2 % Afroamerikaner, 0,5 % Asiaten, 0,8 % sonstige und 3,5 % mit zwei oder mehr Ethnizitäten. Hispanics oder Latinos aller Ethnien machten 3,2 % der Bevölkerung von Lockport aus. In Vergleich zum Durchschnitt von New York weist Lockport ein niedrigeres Haushaltseinkommen und niedrigere Lebenshaltungskosten auf.
| Jahr      | 1940   | 1950   | 1960   | 1970   | 1980   | 1990   | 2000   | 2010   | 2020   |
| --------- | ------ | ------ | ------ | ------ | ------ | ------ | ------ | ------ | ------ |
| Einwohner | 24.379 | 25.133 | 26.443 | 25.399 | 24.844 | 24.426 | 22.279 | 21.165 | 20.876 |

## Söhne und Töchter der Stadt
- Othniel Charles Marsh (1831–1899), Paläontologe
- John B. Raymond (1844–1886), Politiker
- George W. Batten (1856–1922), Unternehmer und Politiker
- William G. Morgan (1870–1942), Erfinder des Volleyball
- Edwin Griswold Nourse (1883–1974), Wirtschaftswissenschaftler
- Alice Tisdale Hobart (1882–1967), Schriftstellerin und Historikerin
- Walter Ransom Gail Baker (1892–1960), Elektroingenieur
- William E. Miller (1914–1983), Politiker
- Robert Thurston (1936–2021), Schriftsteller
- Joyce Carol Oates (* 1938), Schriftstellerin
- Katherine Hannigan (* 1962), Kinderbuchautorin
- Timothy McVeigh (1968–2001), Terrorist